# 하라 데루키
하라 데루키(일본어: 原 輝綺, 1998년 7월 30일 ~ )는 일본의 축구 선수이다. 현재 스위스 슈퍼리그의 그라스호퍼에서 뛰고 있다.

## 구단 경력
그는 2017년 J1리그의 알비렉스 니가타에 입단했다. 2017년후 J2리그에 강등했다. 2019년 J1리그의 사간 도스로 이적했다. 2020년까지 47경기에 출전. 2021년 시미즈 에스펄스로 이적했다.

## 국가대표팀 경력
그는 2017년 FIFA U-20 월드컵에 참가할 일본 U-20 국가대표팀에 발탁되었으며, 4경기에 출전했다.
2018년 AFC U-23 축구 선수권 대회, 2018년 아시안 게임에도 출전, 아시안 게임 은메달 획득에 기여했다.
그는 2019년 코파 아메리카에 참가할 일본 국가대표팀에 발탁되었으며, 6월 17일 칠레와의 경기에서 데뷔했다.

## 통계
| 일본 | 일본 | 일본 |
| 연도 | 출전 | 득점 |
| ---- | ---- | ---- |
| 2019 | 1    | 0    |
| 통산 | 1    | 0    |